# Kleine Vielfraßschnecke
Die Kleine Vielfraßschnecke (Merdigera obscura), von manchen Autoren auch als Kleine Turmschnecke bezeichnet, ist eine Schneckenart der Familie Vielfraßschnecken (Enidae) aus der Unterordnung der Landlungenschnecken (Stylommatophora).

## Merkmale
Die rechtsgewundenen, eiförmig-konischen Gehäuse sind 8,5 bis 10,5 mm hoch (6,5 bis 11 mm) und 3 bis 4 mm breit. Es sind sechs bis sieben Windungen vorhanden. Die ersten Windungen sind an der Peripherie mäßig gut konvex gewölbt, die letzten Windungen sind sehr flach gewölbt. Jungtiere haben noch ein kegelförmiges Gehäuse mit an der Basis gekanteten Windungen. Die Mündung ist eiförmig und oben gespitzt; die Eiform steht schräg zur Gehäuselängsachse. Die weißlichen bis hellrötlichen Mündungsränder sind nur wenig umgebogen und nur wenig verdickt. Die Ansatzstellen des Mündungsrandes an die vorige Windung sind nicht durch einen Kallus miteinander verbunden. Die Mündung ist zahnlos. Der Nabel hat die Form eines breiten Schlitzes.
Die Gehäuse sind gelblich-hornfarben bis kastanienbraun. Die Schale ist vergleichsweise dünn, die Oberfläche matt. Die Oberfläche der Embryonalwindungen ist glatt, die folgenden Windungen tragen etwas unregelmäßige radiale Fältchen bzw. Anwachsstreifen. Allerdings sind die Gehäuse häufig, besonders bei Jungtieren durch einen mit Erde und Kotresten verklebten und getrockneten Schleimfilm überzogen.
Der Weichkörper der Tiere ist grau bis dunkelgrau gefärbt. Die Körperseiten und der Fuß sind etwas heller. Die oberen Tentakel sind vergleichsweise lang. Die unteren Tentakel erreichen dagegen nur etwa ein Viertel der Länge der oberen Tentakel.
Im Geschlechtsapparat trennt sich der Samenleiter (Vas deferens) früh vom Eisamenleiter (Spermovidukt). Er ist dünn, um den Stiel der Spermathek und die Vagina geschlungen und vergleichsweise lang. Er mündet apikal in den sehr langen Epiphallus. Am Übergang ist ein kurzer konischer Blindsack (Flagellum) ausgebildet. Der Epiphallus ist relativ dünn, in der Mitte sitzt ein kurzes Caecum. Der eigentliche Penis ist sehr kurz, und am Übergang Epiphallus/Penis stark angeschwollen. Der Epiphallus erreicht etwa die dreifache Länge des Penis. Dieser nimmt zur Mündung in das Atrium allmählich in der Dicke ab. Kurz vor der Mündung sitzt der sehr lange Penisappendix, mit einem vergleichsweise sehr kurzen und dicken unteren Teil (A-1), einem kugelig-angeschwollenen Teil (A-2), einem mäßig langen Teil mit geringerer Dicke (A-3), einem sehr dünnen Mittelteil (A-4) und einem keulenförmig verdickten Endteil (A-5). Im weiblichen Trakt des Genitalapparates ist der freie Eileiter sehr lang, die Vagina sehr kurz. Der Stiel der Spermathek ist ziemlich kurz, die kleine Blase kommt etwa am unteren Ende der Prostata zu liegen. Kurz vor der vergleichsweise kleinen Blase zweigt ein mäßig langes Divertikel ab.

### Ähnliche Arten
Die beiden Merdigera-Arten können anhand des Gehäuses nicht unterschieden werden. Es gibt jedoch deutliche Unterschiede in der Anatomie des Genitalapparates. Sie können im Gelände aber nicht verwechselt werden, da sich die beiden Verbreitungsgebiete ausschließen.
Das Gehäuse der Kleinen Vielfraßschnecke ähnelt dem Gehäuse der Berg-Vielfraßschnecke (Ena montana), ist jedoch deutlich kleiner. Sie ist auch weniger feuchtigkeitsbedürftig wie diese Art.

## Geographische Verbreitung und Lebensraum
Das Verbreitungsgebiet der Kleinen Vielfraßschnecke erstreckt sich von Nordwestafrika über große Teile Europas bis nach Westasien (Usbekistan). Im Norden reicht es bis nach Irland, Schottland und Südfinnland sowie weiter im Osten bis in die Region um Moskau.
Die Kleine Vielfraßschnecke ist gesteinsindifferent und besiedelt mäßig feuchte, offene Habitate wie Heckenreihen, Mauern und Felsen, aber auch schattigere Standorte wie Laubwälder. Sie verbirgt sich dort in Mauer- und Felsspalten, unter Totholz Steinen und Laub. Bei Regenwetter kriecht sie umher und steigt auch an Bäumen hoch. In den Alpen steigt sie bis auf 2200 m über Meereshöhe an, in Bulgarien bis auf 2000 m.

## Lebensweise
Die 12 bis 20 leicht ausgelängten Eier (1,3 × 1,5 mm) werden zwischen Mai und Oktober einzeln abgelegt. Die Jungtiere schlüpfen nach etwa zwei Wochen. Die Tiere werden im zweiten Jahr geschlechtsreif. Besonders die Jungtiere verkleben ihr Gehäuse zur Tarnung durch einen Schleimfilm aus Erde und Kotresten. Die Tiere sind daher auf Steinen und Holz nur sehr schwer zu erkennen. Das Gehäuse wird beim Kriechen in eine sehr aufrechten, nur leicht nach rechts geneigten Position getragen.

## Taxonomie
Das Taxon wurde von Otto Friedrich Müller 1774 als Helix obscura erstmals beschrieben. Es ist die Typusart der Gattung Merdigera Held, 1838.

## Gefährdung
Die Art ist weit verbreitet und häufig, kommt jedoch nie in großer Zahl vor. Die Art ist in Deutschland nicht gefährdet.